# Gradovrh
Gradovrh je bio stari bosanski grad, a nalazio se nad rijekom Solinom. Još se u 20. stoljeću moglo vidjeti zidine gradovrške tvrđave. 
Gradovrh je bio poznat po franjevačkom samostanu. Prva desetljeća 1500-ih su bila iznimno teška za katolike zvorničkog kraja. U Zvorniku se nalazio franjevački samostan i crkva. 1538. godine su ga Osmanlije srušile, a crkvu pretvorile u džamiju. Franjevci su napustili Zvornik ponijevši sa sobom čudotvornu sliku Majke Božje Zvorničke te se nastanili u Gornjoj Tuzli (Gornjim Solima) u samostan sv. Marije. Od tamo su morali iseliti zajedno s gornjotuzlanskim franjevcima 1541. kad je kasaba doprla do kršćanske varoši Izvorišta.
Zajedno s njima nastanili su se na Gradovrhu. Ondje im je samostan i crkvu podigla bogata plemenitaška obitelj Maglašević, otac Ivan i sin Pavao, no uz sultanovo dopuštenje. Franjevački samostan Gradovrh je neko vrijeme nosio naziv "gornjotuzlanski" iako je bliže Donjoj Tuzli. Podignut je od zemlje i šepera. Izvori bilježe da je prije tursko-mletačkog rata postojao franjevački samostan potkraj 15. i početkom 16. st., građen od drveta. Pripada Franjevačkoj provinciji Bosni Srebrenoj.
Tijekom 17. stoljeća opsluživao je pet župa: Gradovrh, Dragunju, Bijelu, Korjenitu i Brku, a uz nastanak gradovrškog samostana vezan je nastanak župe Drijenča. Prema kraju stoljeća bio je u velikim dugovima prema turskim vjerovnicima, pa je bio opustio. Mnogo je novaca potrošeno da bi se podmitilo osmanske sudove da bi otklonio pećkog patrijarha od njih, jer je pećki patrijarh htio od katolika ubirati crkveni porez i podložiti ih pod svoju vlast. Osim srpskog pravoslavnog poglavara, postojala je prijetnja s turske strane: ovrha će biti da ako gradovrški samostan ne plati dug, pretvorit će ga u džamiju. Franjevci su se dugo opirali nepogodama, no 22. kolovoza 1682. su im nožem ubili gvardijana, župnika živa ispekli i vratara nabili na kolac. Uslijedile su nove nevolje. Bečki je rat (1683. – 1699.) strahovito pogodio katoličanstvo tog kraja, pa su mnogi katolici iselili u novooslobođene hrvatske krajeve preko Save, dok su preostali prešli na islam i pravoslavlje, pa su brojne katoličke župe opustjele i ugašene. Uz rat su harale glad i kuga. Naposljetku su franjevci 1688. napustili gradovrški samostan i otišli u Bač, ponijevši sa sobom Gospinu sliku. Bački se je samostan dugo vremena zvao gradovrškim no 1705. je promijenio ime. Crkva u Gradovrhu i okolici sve teže djeluje, pa se bogoslužje odvija u nedostojnim uvjetima, po šumama, livadama i sl.
Polovicom 18. st. tragovi katoličke Crkve na tom prostoru sve više nestaju. Fra Pavao Dragičević je 1742. godine zabilježio postojanje "golih tragova crkve" koja se nalazila na "nekom brdovitom, posve zapuštenom mjestu", a uz koju se nalazio gradovrški samostan. No, nakon tih zapisa, uskoro i samostan nestaje, pa se je sačuvao samo u pričama malobrojnih starijih ljudi koji su ga se sjećali iz predaje.
Danas na mjestu Gradovrha žive muslimani. Trag postojanja starog samostana je u toponimu. Postoji šumom obraslo brdo u tuzlanskom predgrađu Solini. Tamošnji muslimani neke svoje njive nazivali su "fratarske njive".
U Gradovrhu je u franjevačkom samostanu pokopan sofijski biskup fra Petar Zlojutrić u kojem je umro 1623. godine. 
Po Gradovrhu se danas zove časopis tuzlanskog ogranka Matice hrvatske za književno-jezična, društvena i prirodoznanstvena pitanja.
29. kolovoza 2009. na Gradovrhu počela je gradnja nove crkve Rođenja Blažene Djevice Marije. Gradnju pomažu vjernici. Temelji su blagoslovljeni 8. rujna 2009. godine. Inicijativa za gradnju potekla je iz Franjevačkog samostana svetog Petra i Pavla iz Tuzle. Planirano je da izgradnja nove crkve s 20-metarskim zvonikom bude gotova do kraja godine.
Reguliran je kao prirodna baština ruralnog dijela općina Tuzle. Pod zaštitom je države. Zaštićen je kao krajobrazno-parkovna površina.